# Dassault Falcon 10X
Ne doit pas être confondu avec Dassault Falcon 10.
Dimensions
Le Dassault Falcon 10X  est un projet d'avion d'affaires de la famille Falcon. Il est en développement depuis 2018.
Lors de sa présentation, il est prévu que sa distance franchissable soit 13 890 km et sa vitesse maximale soit de Mach 0,925.

## Historique
Le développement du Falcon 10X est lancé en 2018, en même temps que le Falcon 6X. Aucune information n’était connue à son sujet jusqu’à sa présentation. Celle ci a lieu le 6 mai 2021, la mise en service est alors annoncée en 2025.

## Conception
Le Falcon 10X a un empennage en T, ce qui est une nouveauté parmi les Falcon, et un grand allongement. Le moteur est fourni par Rolls-Royce et le train d’atterrissage par Héroux-Devtek.
Ses commandes de vol comprennent un système anti-collision (en) et une manette intelligente qui contrôle les moteurs, les aérofreins et les inverseurs de poussée. Comme les autres Falcon, le poste de pilotage est équipé de l’avionique Enhanced avionics system (EASy) d’Honeywell Aerospace et d’un affichage tête haute avec un système de vision en vol améliorée.
La cabine du Falcon 10X peut se diviser en quatre espaces de longueur égale, elle mesure 2,77 m de large et est dotée de 38 hublots.

### Versions militaires
Dans le cadre du remplacement des Dassault Atlantique 2, Dassaut Aviation étudie une version modifiée du Falcon 10X en avion de patrouille maritime, dans le cadre d'un concours notifié en 2022 par la direction générale de l'Armement. Mais en novembre 2024, il est annoncé que c'est l'offre de son concurrent Airbus Defence and Space avec son Airbus A321 MPA qui est retenu.
Pour le remplacement des actuels Boeing E-3 Sentry de l'Armée de l'air, il est envisagé d'acheter la solution GlobalEye de Saab en utilisant des Falcon 10X comme avion porteur.

## Prix et marché
Le Falcon 10X a un prix de 75 millions de dollars en 2021. Ses concurrents sont le Bombardier Global 7500 (entré en service en 2018) et le Gulfstream G700 (entré en service en 2024). En comparaison, la cabine du Falcon est la plus haute et la plus large, sa distance franchissable est légèrement inférieure à celle du Global 7500.